# Sismo de Latur de 1993
O sismo de Latur de 1993 atingiu a Índia às 3h56 no horário local (UTC+05h30) de 30 de setembro. A principal área afetada são os distritos de Latur e Osmanabad, incluindo o bloco Ausa de Latur e Omerga de Osmanabad em Maharashtra, oeste da Índia. Cinquenta e duas aldeias foram demolidas no terremoto intraplaca. Ele mediu 6,2 na escala de magnitude do momento, e aproximadamente 10 000 pessoas morreram, enquanto outras 30 000 ficaram feridas. O hipocentro do terremoto foi de cerca de 10 km de profundidade – relativamente raso – permitindo que as ondas de choque causassem mais danos. É considerado o terremoto mais mortal na crosta continental estável ocorrido na história registrada.
Como o local não fica em um limite de placa, houve algum debate sobre o que causou o sismo. O subcontinente indiano se amassa à medida que avança contra a Ásia e a pressão é liberada. É possível que essa pressão seja liberada ao longo de linhas de falha. Outro argumento é que a construção de reservatórios ao longo do Terna foi responsável pelo aumento da pressão sobre as linhas de falha. Killari, onde se acredita ter sido o epicentro do terremoto, tinha uma grande cratera, que permanece no local até hoje.